# Občina Ravne na Koroškem
Občina Ravne na Koroškem je ena od občin v Republiki Sloveniji z nekaj več kot 11.000 prebivalci, Je pomembno upravno, gospodarsko in kulturno središče spodnjega dela Mežiške doline; najgostejšo poseljenost ima osrednji del doline z mestnim središčem Ravne na Koroškem, ki se ponaša s 380-letno jeklarsko tradicijo.

## Občina
Občina Ravne na Koroškem obsega 63,4 km². V občini Ravne na Koroškem leži 15 naselij: Brdinje, Dobrije, Koroški Selovec, Kotlje, Navrški Vrh, Podgora, Podkraj, Preški Vrh, Ravne na Koroškem, Sele, Stražišče, Strojna, Tolsti Vrh, Uršlja Gora, Zelen Breg. Največje naselje med njimi so Ravne na Koroškem.
Občino sestavlja 14 katastrskih občin: Brdinje, Dobja vas, Koroški Selovec, Kotlje, Navrški vrh, Podgora, Preški Vrh, Ravne na Koroškem, Stražišče, Strojna, Tolsti Vrh, Uršlja gora 1, Zagrad, Zelen Breg. In krajevne in četrtne skupnosti: Četrtna skupnost Čečovje, četrtna skupnost Trg, četrtna skupnost Dobja vas, četrtna skupnost Javornik-Šance, krajevna skupnost Kotlje, krajevna skupnost Strojnska Reka, vaška skupnost Brdinje, vaška skupnost Dobrije in vaška skupnost Strojna.

## Zgodovinski razvoj občine Ravne na Koroškem
Občina Guštanj je nastala leta 1849. 4. 3. 1849 je bila sprejeta nova ustava Avstrijskega cesarstva, ki je uvedla sistem občin. S tem je občina postala temelj nove upravne ureditve v državi in temelj lokalne samouprave. Takrat je občina Guštanj sodila pod deželo Koroško, pod okrajno glavarstvo v Velikovcu in pod sodni okraj v Pliberku. Občino je sestavljala samo ena katastrska občina - k. o. Guštanj, ki je bila večja od današnje katastrske občine Ravne na Koroškem.

### Obdobje med prvo in drugo svetovno vojno
Po prvi svetovni vojni je občina Guštanj sprva ohranila svoj obseg. Z novo ustavo Kraljevine SHS, ki je bila sprejeta 28. 6. 1921 - Vidovdanska ustava, je bil uveden hierarhičen sistem uprave. Sestavljale so ga oblasti, katerim so bila podrejena okrožja oziroma srezi in tem občine. Sprva je 1. 2. 1921 v občini Guštanj začel delovati srez Guštanj. Obsegal je občine Guštanj, Prevalje, Črna, Mežica, Št. Danijel, Kotlje, Tolsti Vrh, Dravograd in dele občin Bela, Libeliče in Libuče, ki so bili priključeni Kraljevini SHS. Že istega leta je bil sedež sreza v aprilu prestavljen v občino Prevalje.
S tem ko je bila 6. 1. 1929 ustava Kraljevine SHS razveljavljena, se je začelo obdobje Šestojanuarske diktature in država je bila kasneje preimenovana v Kraljevino Jugoslavijo. Uprava v državi je bila razdeljena na banovine, sreze in občine. S tem je občina Guštanj spadala pod Dravsko banovino in pod srez Dravograd.
Leta 1930 je občina Guštanj postala sedež novoustanovljene združene zdravstvene občine Guštanj. Namen te je bil pospeševanje narodnega zdravja. Združena zdravstvena občina je obsegala območje takratnih občin Guštanj, Prevalje, Kotlje, Libuče (Holmec), Prevalje, Sv. Danijel in Tolsti Vrh.
8. 9. 1933 je bil sprejet zakon zaradi katerega se je povečal obseg občine Guštanj. Ozemlju občine sta bili priključeni dotedanji občini Kotlje in Tolsti Vrh (brez katastrske občine Dobrova) ter nekatera mejna območja občine Prevalje. Do zadnjih ozemeljskih sprememb pred drugo svetovno vojno je prišlo leta 1937, ko je občina Guštanj izgubila del katastrske občine Tolsti Vrh. Ta del je bil priključen občini Dravograd.

### Obdobje po drugi svetovni vojni
Obdobje prvih let po drugi svetovni vojni zaznamuje veliko sprememb na področju občin. Občina Guštanj je postala kraj Guštanj, ki je spadal pod Mariborsko okrožje in okraj Prevalje. Ozemlje kraja Guštanj je bilo leta 1946 manjše od tistega pred drugo svetovno vojno. Kraj Guštanj je takrat obsegal necelovite katastrske občine: Guštanj, Brdinje, Dobja vas, Navrški Vrh, Prežihov Vrh in Podkraj. Leta 1948 je okraj Prevalje postal okraj Dravograd in ozemlje kraja Guštanj se je povečalo. Leta 1952 so v FLRJ ponovno začeli uporabljati termin občina. Istega leta se je preimenovalo naselje Guštanj v Ravne na Koroškem in s tem tudi občina. Tako je nastala mestna občina Ravne na Koroškem. Ozemeljsko se je zdaj mestna občina povečala na račun občine Kotlje, ki je bila priključena k Ravnam. V tem času je bila mestna občina Ravne na Koroškem del okraja Slovenj Gradec. 12. 4. 1952 je bil trg Guštanj preimenovan v Ravne na Koroškem.
Z letom 1955 se je uveljavil sistem komun v FLRJ. S tem so občine začele pridobivati vedno več pooblastil, to je zahtevalo ozemeljsko večje občine, da so te lahko lažje opravljale svoje naloge. To je privedlo do povečanja občin. Tako je bil leta 1955 ukinjen okraj Slovenj Gradec in občina Ravne na Koroškem je zdaj spadal pod okraj Maribor in ni bila več mestna občina. Občini Ravne na Koroškem je bila tega leta priključena sosednja občina Prevalje. Do leta 1960 je bila odpravljena še občina Mežica pri Prevaljah (današnji občini Mežica in Črna na Koroškem). Ta je bila leta 1958 priključena zdaj veliki občini Ravne na Koroškem. Tako je zdaj občine Ravne na Koroškem obsegala 303,6 km2. To je bil največji obseg občine.
| Guštanj   | Javornik        | Meža takraj  | Stražišče               |
| Belšak    | Jazbina         | Mežica       | Strojna                 |
| Bistra    | Koprivna        | Navrški Vrh  | Suhi Vrh                |
| Brdinje   | Koroški Selovec | Plat         | Št. Danijel             |
| Breznica  | Kotlje          | Podgora      | Tolsti Vrh pri Guštanju |
| Črna      | Leše            | Podpeca      | Topla                   |
| Dobja vas | Lokovica        | Poljana      | Uršlja gora             |
| Farna vas | Lom             | Prevalje     | Zagrad                  |
| Jamnica   | Ludranski Vrh   | Preški Vrh   | Zelen Breg              |
| Javorje   | Meža onkraj     | Sele (delno) |                         |

Leta 1974 je bil uveden koncept krajevnih skupnosti. Od takrat naprej so veliko občino Ravne na Koroškem sestavljale naslednje krajevne skupnosti: Čečovje, Črna na Koroškem, Dobja vas, Holmec, Javornik, Kotlje, Leše, Mežica, Prevalje Polje, Prevalje Trg, Ravne Trg, Strojinska Reka, Šentanel, Žerjav.

### Po osamosvojitvi Slovenije
Po osamosvojitvi je bila občina v Republiki Sloveniji definirana kot lokalna skupnost, ki ima lahko naloge le iz področja lokalne samouprave in državne naloge lahko država prenese na občino, le če se ta strinja s tem. V letu 1994 je prišlo je tudi do korenitih sprememb v ozemlju občin. Iz velike občine Ravne na Koroškem so leta 1994 sprva nastale 3 nove občine: Črna na Koroškem, Mežica in občina Ravne-Prevalje. Nova občina Ravne-Prevalje je obsegala 121,4 km2 in 28 naselij. Do ponovnih sprememb je prišlo leta 1998, ko je bila 7. 8. 1998 iz skupne občine izločena občina Prevalje. Potem se je občina preimenovala v občino Ravne na Koroškem. Obsegala je in še danes obsega 63,4 km2.
Občina Ravne na Koroškem si je prizadevala pridobiti status mestne občine do leta 2009, a je vlada Republike Slovenije 2. julija 2009 zavrnila ta predlog in ostalih 9 občin, ker niso izpolnjevale dveh pogojev: najmanj 20.000 prebivalcev in 15.000 delovnih mest.

## Statistični podatki o prebivalstvu občine

### Obdobje med prvo in drugo svetovno vojno
Leta 1921 je imela občina Guštanj 1.290 prebivalcev. Glede na narodno pripadnost je bilo takrat v občini Guštanj 1.132 ljudi, ki so se opredelili za Slovence. Ob naslednjem popisu leta 1931 je imela občina 1.296 prebivalcev.

### Obdobje po drugi svetovni vojni
Leta 1948 je bilo v kraju (občini) Guštanj popisanih 3.428 ljudi. Od tega je bilo 1.663 ženskega spola in 1.765 ženskega spola. Po narodni pripadnosti je bilo 3.294 Slovencev.
Do leta 1953 se je površina občine povečala. Tega leta je bilo v občini popisanih 5.719 oseb. Od tega 2.658 žensk in 3.061 moških. Glede na narodno pripadnost je v občini prebivalo 5.509 Slovencev.
V veliki občini Ravne na Koroškem so leta 1961 popisali 21.904 oseb. Od tega 11.060 moških in 10.844 žensk. Za Slovence se je opredelilo 21.369 oseb. Leta 1971 je bilo v občini popisanih skupno 23.995 oseb. Od tega 23.329 Slovencev. Leta 1981 je bilo popisanih 25.907 oseb. Od tega se jih je za Slovence opredelilo 24.614. Moških je bilo takrat 12.912 in žensk je bilo popisanih 12.995.

### Po osamosvojitvi Slovenije
Leta 1991 je bilo občini Ravne na Koroškem popisanih skupno 27.377 oseb. Od tega jih je bilo 25.129 Slovencev. Od skupno 27.377 oseb je bilo 13.792 žensk in 13.585 moških. Po ozemeljskem krčenju občine je bilo leta 2002 v občini Ravne na Koroškem popisanih 12.248 oseb, od tega se jih je 10.270 opredelilo za Slovence. Od vseh je bilo 6.099 moških in 6.149 žensk. Povprečna starost je bila 37,8 let. Leta 2011 je imela občina 11.621 prebivalcev, od tega 5.828 moških in 5.793 žensk. Gostota poselitve je znašala 183 prebivalcev / km2. Leta 2021 je bilo popisanih 11. 289 oseb. Od teh je bilo 5.807 moških in 5.482 žensk. Gostota poselitve je znašala 178 prebivalcev / km2. V letu 2021 je bila povprečna starost občanov 45,1 let.

## Upravna enota Ravne na Koroškem
Upravna enota Ravne na Koroškem služi kot upravno središče za 4 koroške občine v Mežiški dolini - Črna, Prevalje, Ravne na Koroškem, Mežica.

## Katastrska občina
Ravne na Koroškem je tudi katastrska občina (KO) - meri 2.039.390 m² in zavzema osrednji del naselja Ravne na Koroškem z železarno.

## Naselja v občini
Brdinje, Dobrije, Koroški Selovec, Kotlje, Navrški Vrh, Podgora, Podkraj, Preški Vrh, Ravne na Koroškem, Sele, Stražišče, Strojna, Tolsti Vrh, Uršlja Gora, Zelen Breg.